# Чернівецький деканат РКЦ
Чернівецький Деканат Римсько-Католицької Церкви — один з 12 католицьких деканатів, який належить до Львівської архідієцезії. Деканат утворений 1992 року.

## Парафії
- Банилів — Підтірний
- Бояни
- Буденець
- Хотин
- Череш
- Чернівці — Воздвиження Всечесного Хреста
- Чернівці — Найсвятішого Серця Ісуса
- Давидівка — Зруб
- Давидівка — Центр
- Глибока
- Кіцмань
- Корчівці
- Красноїльськ
- Лукавці
- Лужани
- Нова Красношора — Гута
- Нова Жадова
- Новодністровськ
- Ніжні Петрівці
- Верхні Петрівці
- Панка
- Садгора
- Сокиряни
- Стара Гута — Стара Красношора
- Сторожинець
- Тереблече
- Заставна
- Зелений Гай

## Згромадження монахів
- Згромадження Сестер Милосердя Святого Вікентія а Пауло (Милосердя) — (Сторожинець)
- Згромадження Сестер Урсулинок Серця Ісуса в Агонії (Урсуликі Сірий) — Чернівці (Парафія Воздвиження Святого Хреста)